# Buraevskij rajon
Il Buraevskij rajon (in russo Бураевский район?) è un municipal'nyj rajon della Repubblica della Baschiria, nella Russia europea.